# Damat Halil Pascià
Damat Halil Pascià conosciuto anche come Khalil Pascià (Provincia di Kahramanmaraş, 1570 – Istanbul, 5 agosto 1629) è stato un politico e militare ottomano di origine armena.

## Biografia
Nacque a Zeytun, moderna Süleymanlı, nella provincia di Kahramanmaraş. Reclutato come derviscio fu educato in questa condizione. Suo fratello Shahid Mehmed Pascià ricoprì posizioni elevate (beilerbei e visir) e questo lo aiutò a prosperare. Shahid morì il 2 aprile 1589 in quella che viene considerata la prima rivolta dei giannizzeri che si concluse con la morte di un visir (non un gran visir). Dopo essere stato un falconiere di corte è venuto ad Agha dei Giannizzeri il 4 gennaio 1607. La campagna militare di quell'anno fu rivolta contro i ribelli dell'Anatolia, sotto la direzione del comandante in capo (serdar) Kuyucu Murad Pascià. Nel 1608 Khalid si recò nell'Anatolia orientale per ordine di Murad Pascià; così lui poté tornare a Istanbul trionfalmente.
Il 16 febbraio 1609 il capitan pascià Hafız Ahmed fu rimosso e Halil fu nominato al suo posto; sconfisse i pirati del Mediterraneo orientale e sconfisse una flotta maltese nei pressi di Cipro catturando la "Galeona Rossa" armata con 80 cannoni, comandata dal cavaliere Fraissinet nella battaglia navale di Kara Djahannam. Fu nominato visir il 25 novembre 1609. Il 16 luglio 1610 condusse una nuova campagna contro pirati e corsari senza grandi battaglie; iniziò le trattative per stringere un'alleanza con i Paesi Bassi e il Marocco contro la Spagna, inviando la prima lettera agli Stati Generali dell'Aia il 16 luglio 1610. Francia e Venezia si opposero ma mantennero buoni rapporti con questi stati. Perse il suo posto dal 1611 al 1613 quando fu occupato dal favorito di corte Öküz Kara Mehmed Pascià. Tuttavia continuò a negoziare con l'Olanda e un ambasciatore olandese, Cornelius Haga, arrivò a Istanbul il 17 marzo 1612 e sotto l'influenza di Damat fu ricevuto dal caimacam e da altri alti dignitari, e dal sultano il 1 maggio 1612, tuttavia nessun trattato fu mai raggiunto, poiché a quel tempo l'Olanda era in tregua (dal 1609) con la Spagna (e lo rimase fino al 1621).
Il 22 novembre 1613 fu rinominato capitan pascià; nel 1614 attaccò Malta nell'ambito dell'incursione di Żejtun e proseguì per Tripoli in Libia dove attaccò il beilerbei ribelle locale Safer Dey, che fu catturato e giustiziato. Precedentemente represso una rivolta dei greci della Maina (Peloponneso meridionale) in collaborazione con il governatore ottomano della regione Arslan Pascià; tornò a Istanbul nel novembre 1614. Il 17 aprile 1615 tornò in mare e navigò lungo le coste della Calabria catturando un galeone spagnolo proveniente dalla Sicilia. Al suo ritorno a Istanbul il 18 novembre 1615 contrastò gli intrighi del dragomanno ottomano a Vienna, Gratiani, a favore degli Asburgo e contro gli interessi di veneziani, olandesi e francesi.
Nel 1616 iniziò il progetto di dotare l'impero di una grande flotta. Propose nuovamente alleanze in Marocco e negli Stati Generali dei Paesi Bassi e ancora una volta il progetto non andò a buon fine a causa dell'opposizione della famiglia Pallache, stabilita sia nei Paesi Bassi che in Marocco. Cercò di riaffermare l'autorità della Sublime Porta sulla Tunisia e l'Algeria e di prevenire attacchi di corsari musulmani da questi territori su navi inglesi e olandesi; inviò uno squadrone sulla costa del Mar Nero per occuparsi di due spedizioni corsare cosacche nell'area e fece personalmente una campagna nell'arcipelago dell'Egeo dove si svolgeva il contrabbando, soprattutto per individuare olandesi.
Il 17 novembre 1616 fu nominato Gran Visir e soppresse i Kharāj dai cittadini delle quattro nazioni con capitolazioni all'Impero Ottomano. il suo compito principale fu la guerra contro la Persia prendendo il comando come sardar-i ekrem sul confine turco-persiano il 15 giugno 1617. Il 22 novembre 1617, il sultano Ahmed I morì e gli successe Mustafa I. Il 26 febbraio 1618 il sultano fu deposto e sostituito da Osman II, figlio di Ahmed I, e in questo caso la sua approvazione fu richiesta per lettera.
Trascorse l'inverno dal 1617 al 1618 nel Diyarbakır e nella primavera del 1618 (maggio) iniziò una nuova campagna dopo che l'inviato ottomano alla corte persiana non aveva ottenuto una risposta positiva a una tregua. Il 10 settembre 1618 l'esercito ottomano fu sconfitto dai Persiani nei pressi di Ardabil e il 26 settembre il visir dovette firmare la pace (Trattato di Serav), in condizioni più favorevoli del previsto.le condizioni ottenute furono quelle richieste da Khalil prima della sconfitta, ad eccezione di un tributo di seta che fu ridotto. Il sultano ratificò il trattato il 29 settembre 1618 (rimase in vigore fino al 1624). Khalil trascorse l'inverno del 1618-1619 a Tokat e l'esercito fu di stanza a Erzurum. Il 18 gennaio 1619 fu informato che era stato revocato e gli offrì il governo di Damasco che rifiutò e si rifugiò a Üskudar, ma mantenne il grado di visir e il suo posto nel Dîvân-i humâyûn.
Il 23 dicembre 1619 il capitan pascià Güzelce Ali Pascià fu nominato Gran Visir e Damat Halil Pascià lo sostituì come capo della flotta; consigliò di attaccare la Spagna invece di Venezia che aveva la flotta più potente; il sultano voleva fare la guerra alla Polonia ma il gran visir optò per la guerra in Ungheria; gli fu ordinato di portare 43 galee alla foce del Danubio. Le richieste di tregua da parte della Spagna furono respinte da Khalil (primavera 1620); il 27 giugno 1620 marciò verso l'arcipelago e attaccò gli spagnoli a Manfredonia (agosto) e vi rimase fino ad ottobre; nel 1620 il capitan pascià impiccò il governatore ribelle della Tripoli Safar Dayf (giorno di Sulayman Sfer) in Libia. Nel 1621 Khalil si recò nel Mar Nero per sostenere la campagna di Osman II e con una flotta di 40 galee respinse l'attacco dei cosacchi tornando alla base il 21 novembre 1621. Nel 1622 il sultano partì con la flotta presso l'arcipelago, ma poi scoppiò la rivolta (maggio) e il sultano rimase sulla nave del capitan pascià; gli offrì il posto di Gran Visir (20 maggio 1622) che rifiutò e rimase isolato dai conflitti nella capitale. Nell'estate del 1622 fece una gita con la flotta fino all'autunno. All'inizio del 1623 sostenne la politica di pace con la Polonia fino a quando non fu revocato dal nuovo Gran Visir Mere Hüseyin Pascià nominato per la seconda volta il 5 febbraio 1623, che lo considerava suo rivale, e lo mandò all'esilio a Malkara in Tracia.
Abaza Mehmed Pascià si ribellò a Erzerum con i sipahi per vendicare l'assassinio di Osman II, contro il corpo rivale dei giannizzeri accusati di averlo ucciso. Abaza era considerato un credente in Khalil. Quando Murat IV salì al trono, la valide sultan Kösem lo restituì al grado di visir ma senza ricevere alcun incarico.
Infine l'1 o il 2 dicembre 1626 fu nominato per la seconda volta Gran Visir con l'ordine di ottenere la sottomissione di Abaza Mehmed Pascià ancora in rivolta in Anatolia, e di concludere un trattato con la Persia. Nell'agosto 1627 iniziò i colloqui con Abaza a Erzurum, senza successo, e protetto nella fortezza, Abaza non poteva essere sottomesso. I persiani occuparono Akhiskha e Khalil, privo di artiglieria e con la stagione fredda alle porte, tolse l'assedio di Erzurum a novembre, trascorrendo l'inverno a Tokat. Non essendo riuscito a sottomettere Abaza e non avendo vinto la guerra con la Persia, fu deposto il 6 aprile 1628. L'unico che accettò la successione fu Gazi Ekrem Hüsrev Pascià, agha dei giannizzeri, che ottenne la resa di Abaza qualche tempo dopo. Nel maggio 1628 Khalil tornò a Istanbul con il suo grado di visir e prestigio ancora intatti.
Morì il 5 agosto 1629.

## Famiglia
Nel 1612 sposò Beyhan Sultan, una figlia del sultano Mehmed III. Ebbero due figli, Sultanzade Mahmud Bey e Sultanzade Ebubekir Bey.